# Stake (Fortbewegung)

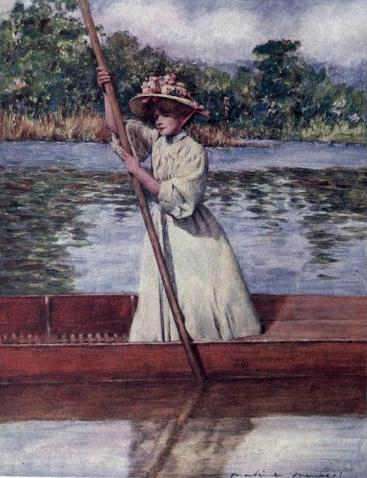
Punting auf der Themse
(The Thames, G. E. Mitton, 1906)

Eine Stake (auch Stakholz, Stachel, Stocherstange oder im Spreewald Rudel) ist eine aus Holz gefertigte Stange mit einer Länge von typischerweise vier bis sechs Metern, mit deren Hilfe insbesondere kleinere Wasserfahrzeuge wie Boote, Einbäume und Kähne auf Gewässern mit niedrigem Wasserstand durch Abstoßen vom Grund fortbewegt werden können. Die entsprechende Tätigkeit wird Staken (im Niederdeutschen auch staaken), Stacheln (Schweizerdeutsch) oder Stochern genannt.
Der Schiffsführer bzw. der Fährmann steht beim Staken im Wasserfahrzeug. Angewandt wird dieses Verfahren z. B. bei Flussfähren, auf langsam fließenden Gewässern wie Wasserwegen in Feuchtgebieten oder auf anderen flachen Gewässern: So werden z. B. die Torfkähne auf dem Steinhuder Meer bei Windstille gestakt. Staken können nach ihrer Fixierung im Boden auch zur Fixierung eines Bootes auf einem Gewässer dienen. Auch ein gewöhnlicher Bootshaken kann als Stake dienen.
Verbreitet war diese Antriebstechnik früher vor allem auf schmalen und flachen Gewässern in England: Punting wurde dort ursprünglich zum Transport von Menschen und Waren auf Flachkähnen eingesetzt, heute dienen solche Kähne zur Freizeitgestaltung und als Touristenattraktion.
Stocherstangen sind und waren ein Ausrüstungsgegenstand der Perlenfischerei. Beim Tauchen im tieferen Wasser halten sich die Perlenfischer an den Stocherstangen fest, bis sie den Meeresgrund erreicht haben.
In der zehnten Tafel des Gilgameš-Epos wurden die Stocherstangen für eine sichere Überfahrt über die „Wasser des Todes“ benötigt.
In der abendländischen Kunst wird spätestens seit der Renaissance der Fährmann Charon, welcher die Gestorbenen ins Reich des Hades übersetzt, mit einem Flachboot und einer Stake dargestellt.
Im Gestühl der St.-Nicolai-Kirche in Mölln finden sich zwei gekreuzte Staken als Zeichen der Gilde der Stecknitzfahrer.

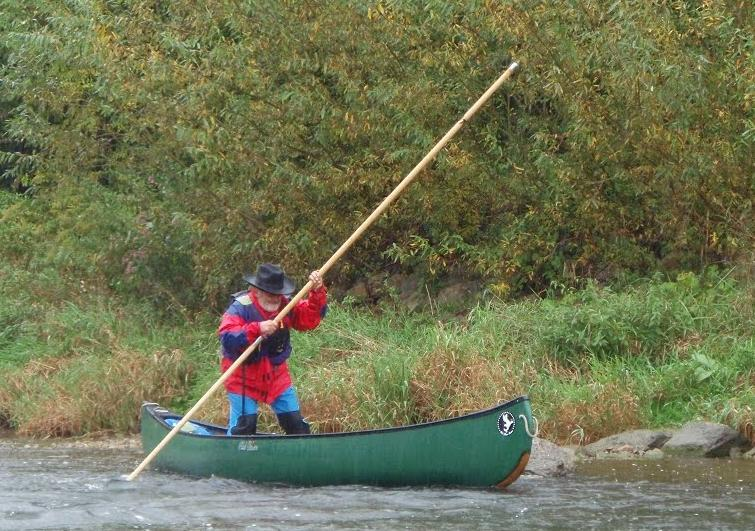
Canoe Poling
Tübinger Stocherkahn
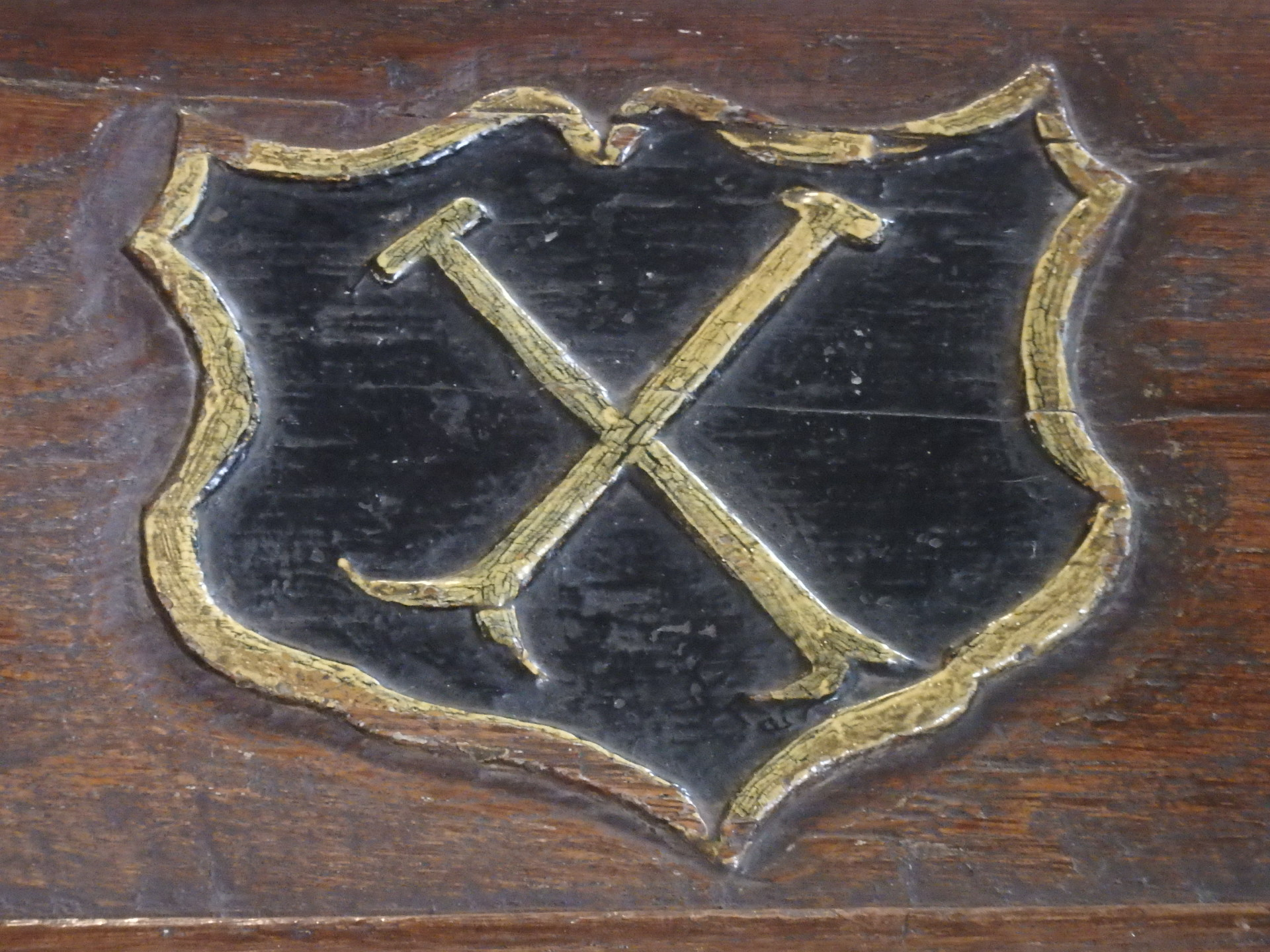
Gekreuzte Staken als Zeichen der Stecknitzfahrer, St. Nicolai, Mölln